# Ishikari (provincia)
Ishikari, scritta formalmente Ishikari no Kuni (giapponese: 石狩国)
fu per breve tempo una provincia del Giappone, situata nella prefettura di Hokkaidō. Corrisponde alle odierne subprefetture di Ishikari, Sorachi e Kamikawa (soltanto la metà settentrionale, esclusa Shimukappu), meno Chitose ed Eniwa.

## Storia
- 15 agosto 1869: viene istituita la provincia di Ishikari, con 9 distretti;
- 1872: la provincia conta 6 003 abitanti
- 1882: la provincia si dissolve in Hokkaido.

## Distretti
- Ishikari (石狩郡)
- Sapporo (札幌郡) (fino al 1º settembre 1996, quando Hiroshima divenne Kitahiroshima)
- Yūbari (夕張郡)
- Kabato (樺戸郡)
- Sorachi (空知郡)
- Uryū (雨竜郡)
- Kamikawa (上川郡)
- Atsuta (厚田郡)
- Hamamasu (浜益郡)